# Gageodo
Gageo-do (cũng được gọi là Soheuksan-do hoặc Tiểu Heuksan-do do có vị trí địa lý nằm gần Heuksan-do) là một hòn đảo nằm trên biển Hoàng Hải, nằm trong địa giới hành chính của huyện Sinan thuộc tỉnh Jeolla Nam, Hàn Quốc và kết nối với thành phố Mokpo bằng tuyến phà Namhae Star. Hòn đảo có diện tích 9,2 km² và là nơi sinh sống của 470 người.
Gageo-do có tầm quan trọng trong khí tượng học, đảo nằm gần giới hạn phía nam của dòng hải lưu lạnh Hoàng Hải. Năm 2005, chính phủ Hàn Quốc đã công bố kế hoạch xây dựng một cơ sở nghiên cứu về khoa học hải dương trên đảo.